# De tio tusen

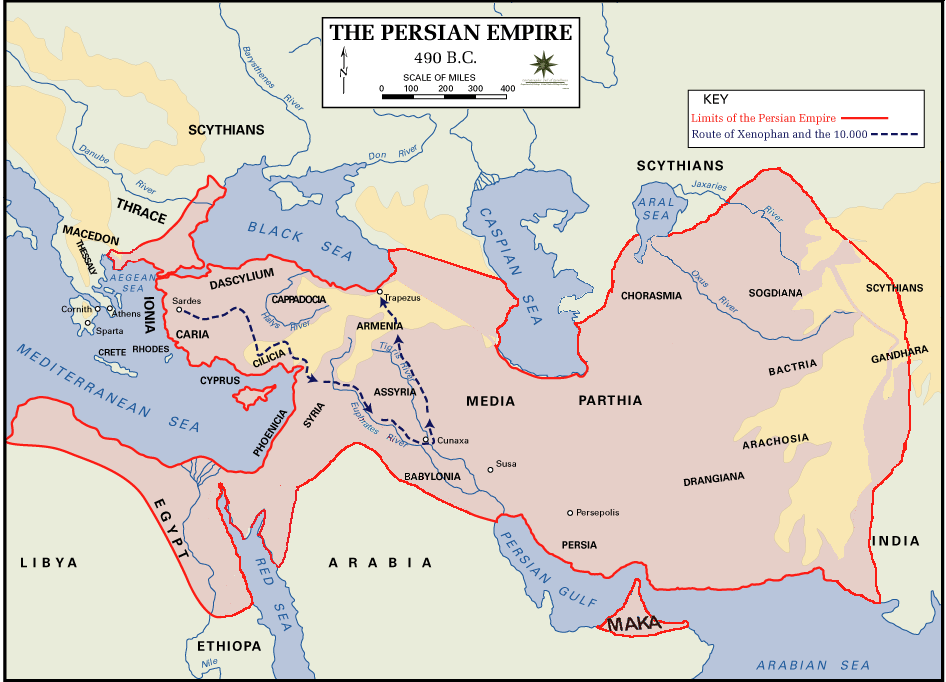
Xenofon och de Tio tusens rutt.

De tio tusen var en grupp legosoldater, främst grekiska, som samlats av Kyros den yngre att försöka ta det persiska rikets tron från sin bror, Artaxerxes II. Deras marsch till slaget vid Kunaxa och tillbaka till Grekland (401 f.Kr. - 399 f.Kr.) beskrevs av Xenofon (en av dess ledare) i sitt verk Anabasis. Enligt Xenofon, bestod de tio tusen av: 
- 4 000 hopliter under Xenias av Arkadien, tills han lämnade armen i Syrien
- 1 500 hopliter och 500 lätt infanteri under Proxenus av Boeotien
- 1 000 hopliter under Sophaenetus av Stymphalos
- 500 hopliter under Socrates av Achaea
- 300 hopliter och 300 Peltaster under Pasion av Megara, tills han lämnade armen i Syrien
- 1 000 hopliter, 800 Thrakiska peltaster, och 200 bågskyttar från Kreta under Clearchus av Sparta,
- 300 hopliter under Sosis från Syrakusa (Anabasis 1, kapitel 2, IX)
- 1 000 hopliter under Sophaenetus från Arkadien
- 700 hopliter under Chirisophus från Sparta
- 1 000 hopliter och 500 Thessaliska bågskyttar under Menon från Farsalos (Anabasis 1, kapitel 2, XI)
- 400 Grekiska desertörer från Artaxerxes arme

Dessutom backades de upp av en flotta på trettiofem triremer under Pythagoras från Aparta och 25 triremer under Tamos av Egypten, samt 100 tusen persiska trupper under Ariaeus av Persien. 
Fram till strax efter slaget vid Kunaxa, erkändes generalen Clearchus från Sparta som befälhavare över armén. När Tissaphernes grep och avrättade Clearchus, Proxenus, Menon, Agias (möjligen samma person som Sophaenetus), och Sokrates, övertogs deras platser av Xenofon, Timasion, Xanthicles, Cleanor och Philesius, med Chirisophus från Sparta som allmän befälhavare. 
När de tio tusen börjar sin resa 401 f.Kr., berättar Xenofon att antalet ligger runt 10.400. Vid tidpunkten Xenofon lämnar de tio tusen 399 f.Kr., hade deras antal minskat till nästan 6000.